# Villa Ugglebo, Djurgården

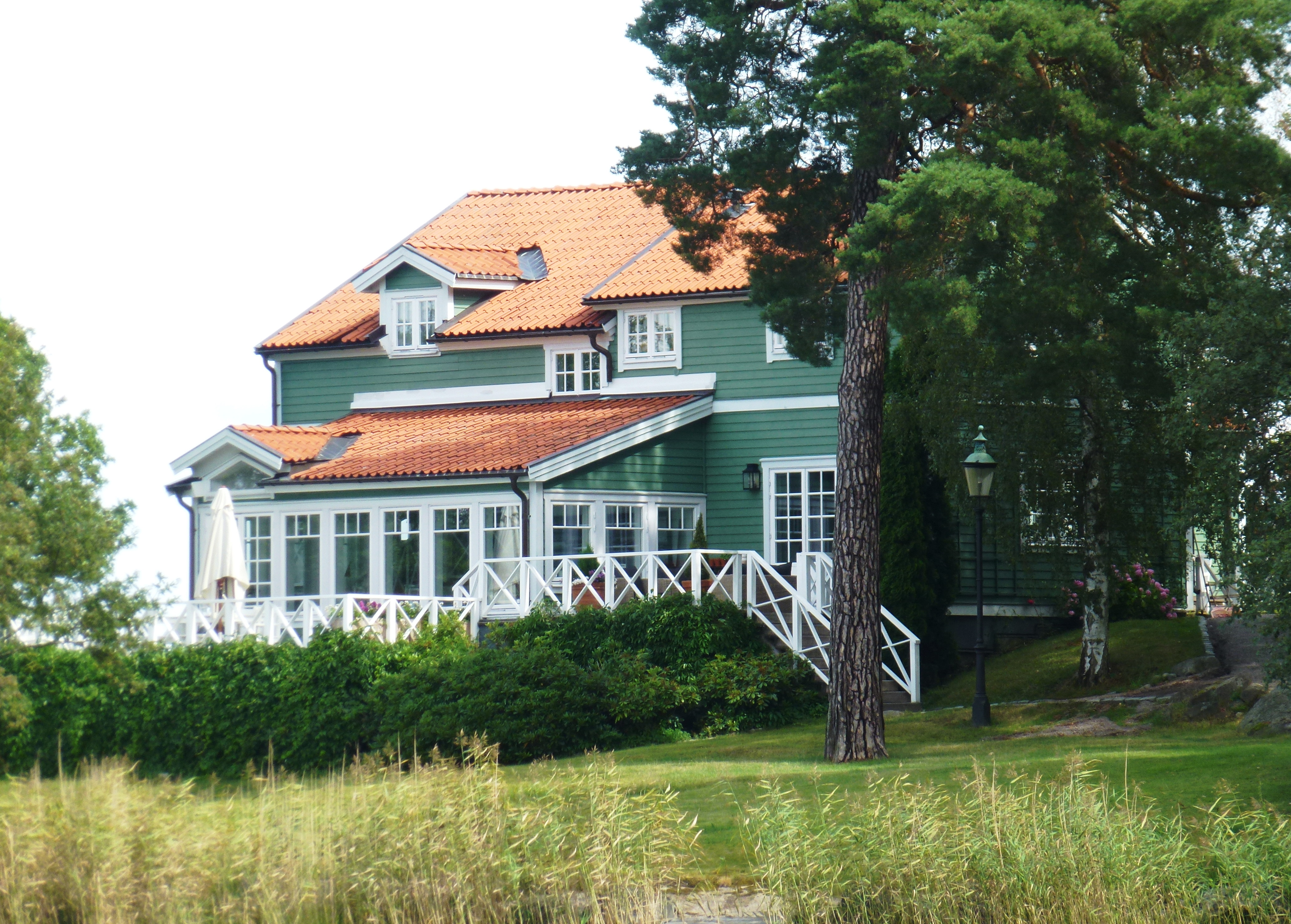
Villa Ugglebo i augusti 2014.

Villa Ugglebo är en byggnad vid Lilla Skuggan på Norra Djurgården i Stockholm, ritad och uppförd på 1890-talet av arkitekt Ferdinand Boberg som sommarnöje för sig och sin hustru Anna, född Scholander. Hon hade vuxit upp på närbelägna Lilla Skuggan. Byggnaden är belägen vid stranden på en udde med utsikt mot Lilla Värtan.

## Ägare

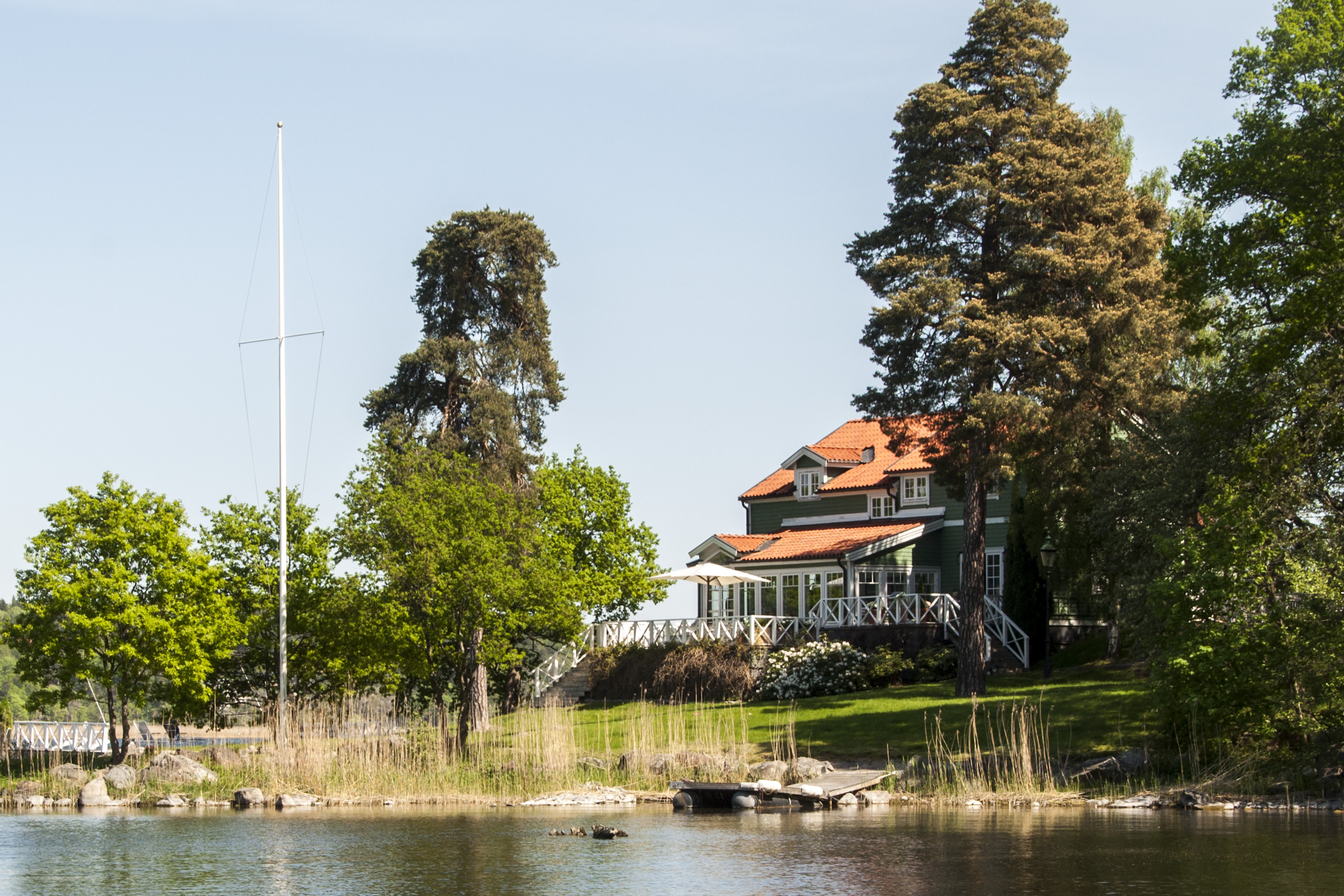
Villa Ugglebo i maj 2014

I samband med att Anna och Ferdinand Boberg förvärvade Vintra på Södra Djurgården såldes Ugglebo till dåvarande kronprinsen Gustaf (VI) Adolf, som nyttjade det som sommarnöje fram till 1919. Då inköptes Villa Uggla samt hela Lilla Skuggan av finansmannen Ivar Kreuger. Kreuger använde villan främst för representation fram till sin död 1932. Bland  Kreugers prominenta gäster märks Mary Pickford och Douglas Fairbanks som besökte Stockholm 1924 (se Pickfords och Fairbanks Stockholmsbesök 1924).

## Tomten
Tomten mäter 6 820 kvadratmeter och huvudbyggnaden 292 kvadratmeter. Villan var utbjuden till försäljning i maj 2012 för 49 miljoner kronor, och åter igen i mars 2017.